# Каменский (Свердловская область)
Каменский — посёлок в Алапаевском районе Свердловской области России, входящий в муниципальное образование Алапаевское. Входит в состав Толмачёвского территориального управления.

## География
Посёлок расположен на правом берегу реки Нейвы, в 4 километрах на восток от города Алапаевска.

## Часовой пояс
Каменский, как и вся Свердловская область, находится в часовой зоне МСК+2. Смещение применяемого времени относительно UTC составляет +5:00.

## Население
| 2002 | 2010 |
| ---- | ---- |
| 106  | ↘52  |